# Arvest Bank
Arvest Bank é uma empresa de serviços financeiros diversificados com sede em Bentonville, Arkansas, com filiais em Arkansas, Kansas, Oklahoma e Missouri. Começando com a primeira máquina da Benton County Automatic Teller (ATM) em 1976 e o lançamento de um site Internet banking em 1998, Arvest Bank tem vindo a modernizar os seus serviços. O presidente do Conselho de Arvest Bank é Jim Walton, filho de Sam Walton, fundador do Wal-Mart.
Arvest adquiriu os escritórios da McIlroy Bank & Trust em Fayetteville (fundada em 1871), em 1986, tornaram-se sua sede oficial, Arvest se considera o mais antigo banco em Arkansas. No entanto, desde Arvest ainda afirma identidades separadas para suas operações bancárias em cada comunidade (apesar de seu contrato social consolidado), ela só faz esta afirmação em Fayetteville.  Arvest traça as suas origens a uma aquisição da The Bank of Bentonville, na cidade natal de Bentonville, Arkansas, por Walton em 1961. Através de suas várias aquisições ao longo dos anos, e como resultado de aquisições de outros bancos em Arkansas, Arvest tem crescido a sua atual posição de maior banco com sede em Arkansas, em termos de quota de mercado.
Arvest opera em 16 mercados geridos localmente, cada um com seu próprio presidente, equipa de gestão e conselho de administração, em Arkansas, Oklahoma , Missouri e Kansas. A maioria das 230+ agências do Arvest estão abertas 12 horas por dia durante a semana e muitos locais estão abertos aos sábados. Arvest bank é o maior banco em Arkansas e tem os maiores bancos no estado de Oklahoma.
Tem sido relatado por várias fontes, incluindo a Forbes que Arvest Bank pertence e é controlado pela família Walton, famosa pelo Walmart, embora Arvest é operado separadamente da famosa rede. Sam Walton o filho de Jim dirige a empresa. Em 2003, Jim, seu irmão e sua mãe possuíam uma participação combinada de 96,14% da empresa.
Arvest Bank tem evoluído a partir de um grupo de bancos pequenos para um grande banco. O banco tem experimentado um crescimento significativo, tanto em tamanho e profundidade de produtos desde seus primeiros dias. Arvest afirma ter mantido a sua fundação comunitária, oferecendo aos clientes a conveniência e vantagens tecnológicas de uma empresa maior, mantendo a estabilidade, boas práticas financeiras e de atendimento ao cliente no centro da sua missão. 